# Јамбио
Јамбио (енгл. Yambio) или Јамбију главни је град вилајета Западна Екваторија у Јужном Судану. Налази се недалеко од границе са ДР Конгом у близини изворишта реке Суе, десне притоке Бахр ел Газала. Према подацима из 2009. године у граду живи 31.586 становника и то углавном припадника народа Азанде.